# Калмыкова, Наталья Фернандовна
Наталья Фернандовна Калмыкова (укр. Наталія Фернандівна Калмикова; род. 4 февраля 1982, Винница, Украинская ССР) — украинский государственный деятель, министр по делам ветеранов Украины с 5 сентября 2024 года. Ранее занимала должности заместителя министра обороны Украины (2023—2024), исполнительного директора Украинского ветеранского фонда и советника по гендерным вопросам Командования Сухопутных войск ВСУ.

## Биография

### Образование
С 1999 по 2005 год обучалась в Винницком национальном медицинском университете, получив квалификацию врача. В 2019—2021 годах окончила Винницкую академию непрерывного образования по специальности «Публичное управление и администрирование» с отличием. Также проходила обучение в бизнес-школе MIM-Kyiv по программе MBA и завершила программу Fulbright Research and Development в Университете штата Нью-Йорк в Буффало.

### Карьера
С 2005 по 2012 год работала врачом-интерном в Городской больнице скорой медицинской помощи в Виннице. С 2007 по 2008 год — консультант по медицинским вопросам в представительстве компании «Алкон Фармасьютикалс Лтд» в Украине. С 2008 по 2017 год — консультант по маркетингу в компании «Delta Medical».
С 2014 года активно занималась волонтёрской деятельностью, помогая украинской армии, за что была награждена рядом государственных отличий.
С 2018 по 2021 год — менеджер благотворительной организации "Международный благотворительный фонд «Вернись живым».
С июня по декабрь 2021 года — советник по гендерным вопросам Командования Сухопутных войск ВСУ. С февраля 2022 по сентябрь 2023 года — исполнительный директор Украинского ветеранского фонда.
27 сентября 2023 года назначена заместителем министра обороны Украины по вопросам социального развития. На этой должности инициировала ряд реформ в сфере здравоохранения, психологического обеспечения и социальной защиты военнослужащих.
5 сентября 2024 года назначена министром по делам ветеранов Украины. 17 июля 2025 года утверждена в этой должности в составе нового правительства под руководством премьер-министра Юлии Свириденко.

### Критика
Назначение Калмыковой министром по делам ветеранов вызвало критику со стороны некоторых представителей ветеранского сообщества, считавших, что эту должность должен занимать ветеран войны. Также обсуждались вопросы, связанные с её родственниками, не участвовавшими в войне.

### Личная жизнь
Воспитывает двух сыновей.